# Pimachrysa grata
Pimachrysa grata là một loài côn trùng trong họ Chrysopidae thuộc bộ Neuroptera. Loài này được Adams miêu tả năm 1957.